# Norðurnámur
Norðurnámur är en kulle i republiken Island. Den ligger i regionen Suðurland, 140 km öster om huvudstaden Reykjavík. Toppen på Norðurnámur är 740 meter över havet.
Trakten runt Norðurnámur är nära nog obefolkad, med mindre än två invånare per kvadratkilometer. Det finns inga samhällen i närheten. Trakten runt Norðurnámur består i huvudsak av gräsmarker.